# Katastrophe 1940
Katastrophe 1940 ist ein Zukunftsroman von Karl Ludwig Kossak, den dieser unter seinem Pseudonym Karl Ludwig Kossak-Raytenau im Jahr 1930 veröffentlichte. Er zählt zu den seinerzeit bekanntesten Werken des Autors. Katastrophe 1940 erschien beim Verlag Gerhard Stalling in Oldenburg in Oldenburg. Sein Untertitel lautete Nieder mit Versailles!.

## Inhalt
Es handelt sich um einen utopischen Roman über Krieg und Politik in Europa. Nach der Besetzung des Ruhrgebiets durch Frankreich und dem Versuch der Annexion Danzigs durch Polen schließen sich Deutschland und Russland zusammen, um dieses Vorgehen zu unterbinden.

## Realer Hintergrund
Frankreich und Belgien hatten von 1923 bis 1925 das Ruhrgebiet besetzt. Seit 1923 arbeiteten die Reichswehr und die Sowjetunion heimlich zusammen.

## Widmung an Adolf Hitler
Im April 1937 erhielt Adolf Hitler ein Exemplar dieses Buches des Autors mit dessen persönlicher Widmung „Adolf Hitler dem Schöpfer Deutscher Reinheit, Deutscher Freiheit, dem Schöpfer und Kanzler des Dritten Reiches der Deutschen in Dankbarkeit Kossak-Raytenau im April 1937“.
Das sich zuvor gut verkaufende Buch war seit der Machtergreifung nicht mehr gedruckt worden.

## Wirkung
Nachdem im Jahr 1932 aufgrund des großen Erfolges nach mehreren Neuauflagen noch eine Volksausgabe herausgegeben wurde, wurde Katastrophe 1940 tatsächlich während des gesamten dritten Reiches wie auch in der Nachkriegszeit nie wieder aufgelegt. Nach 1945 wurde der Roman auf die Liste der auszusondernden Literatur gesetzt.
Robert Hahn zählt Katastrophe 1940 zum Kreis der „präfaschistischen“ Literatur. Dina Brandt sieht in ihm mögliche revanchistische Tendenzen zur Propagierung „eines neuen Weltkrieg(es), der die ,Schmach von Versailles' ungeschehen machen und Deutschland zu neuem Ruhm führen sollte“.
Belegt ist laut Tilmann Ochs ein Einfluss auf das Werk Wolfgang Koeppens.

## Ausgaben
- Karl Ludwig Kossak-Raytenau: Katastrophe 1940. Nieder mit Versailles! Stalling, Oldenburg i. O. 1930. Zuletzt 20. Tausend, 1930.
- Auch als Volksausgabe 1932.

## Einzelbelege
1. ↑  Dina Brandt: Der deutsche Zukunftsroman 1918-1945: Gattungstypologie und sozialgeschichtliche Verortung, S. 159
2. ↑   Ambrus Miskolczy, Hitler's Library, Central European University Press, S. 90,
3. ↑  Nr. II-2191. In: Liste der auszusondernden Literatur. Erster Nachtrag nach dem Stand vom 1. Januar 1947. Zentralverlag, Berlin 1947. Abgerufen am 15. Juni 2017.
4. ↑  Robert Hahn: Der Erfinder als Erlöser - Führerfiguren im völkischen Zukunftsroman. In: Hans Esselborn (Hrsg.): Utopie, Antiutopie und Science Fiction im deutschsprachigen Roman des 20. Jahrhunderts. Königshausen & Neumann, Würzburg 2003, ISBN 3-8260-2416-8, S. 43–44. (eingeschränkte Vorschau in der Google-Buchsuche).
5. ↑  Dina Brandt: „Die Welt sah, was deutscher Geist geschaffen“ - Der deutsche Zukunftsroman im Dritten Reich. In: Carsten Würmann, Ansgar Warner (Hrsg.): Im Pausenraum des „Dritten Reiches“. Zur Populärkultur im nationalsozialistischen Deutschland. Lang, Berlin u. a. 2008, ISBN 978-3-03-911443-6, S. 127 (eingeschränkte Vorschau in der Google-Buchsuche).
6. ↑  Tilmann Ochs: Kulturkritik im Werk Wolfgang Koeppens, Lit Verlag, Münster 2004, S. 122